# Porsgrunnsbrua
Die Porsgrunnsbrua ist eine Klappbrücke aus Beton über die Skienselva in der norwegischen Stadt Porsgrunn (Telemark). Die Brücke, die 1958 eröffnet wurde, verbindet die beiden Stadtteile Østsia und Vestsia. Die Höhe beträgt bei normalem Wasserstand acht Meter.